# تا انتها بنوش
«تا انتها بنوش» سی‌وپنجمین آهنگ از گروه موسیقی ایندی راک لارک ان سیل است که در ۲ آوریل ۲۰۰۸ عرضه شد. این آهنگ، در موسیقی متن شیطان هم می‌گرید ۴ استفاده شده‌است.